# ウズベクテレコム
ウズベクテレコム（ウズベク語: O'zbektelekom、英語: Uzbektelecom、ロシア語: Узбектелеком）はタシュケントに本社を置くウズベキスタンの電気通信事業者である。

## 概要
ウズベクテレコムは郵便・電気通信に関する国営企業として1992年に設立された。1995年に民営化していくつかの部門にわかれ、タシュケント・タクサファニ（Toshkent taksofoni）、シルダリヤ・テレコムJSC、ブスタン（Buzton）、チルコム（Chircom）ジョイントベンチャー、ウズベクテレコム・インターナショナルJSCなどの企業が誕生した。1997年に郵政省、電気通信省の再編に伴い複数の部門が民営化し、ナマンガン・テレコム、アンディジャン・テレコム、タシュケント・テレコム、マハッリー・テレコム、ハルカラ・テレコムなどが誕生した。
2000年6月20日、大統領令第253号により、マハッリー・テレコムとハルカラ・テレコムを元にしてウズベクテレコムジョイント・ストック・カンパニー（JSC）が設立されることが決定された。
2003年、技術者養成のため工学技術センター（Engineering and Technical Center）が設立され、ウズベキスタン情報通信庁（UzACI）やタシュケント情報技術大学（TUIT）からの受け入れを開始した。
2004年12月、ウズベクテレコムはナヴォイ州、ブハラ州、ホラズム州、カラカルパクスタン共和国においてCDMA-450による携帯電話通信サービスを開始した。
2010年末時点でウズベクテレコムには22の関連会社があり、そのうち14が地方支社、8つの専門部門を持つほか、3つの子会社を持つ。
2011年よりウズベクテレコムのブランド名は「ウズテレコム」（Uztelecom）になり、携帯電話などのモバイル機器ブランドのウズモバイル（Uzmobile）、インターネットブランドのウズオンライン（UzOnline）という2つのサブブランドも決定された。
また、2012年には1380億スムを投資して国内の通信網の近代化・通信網拡大事業を開始した。

## 事業
- 固定電話サービス
- 有線・無線による高速インターネット接続環境の提供
- IP電話
- IP放送（IPテレビ）
- ハウジング - ホスティングサーバサービス
- VDS - 仮想専用サーバ（VDS）の提供